# Reggenza di Pandeglang
La Reggenza di Pandeglang (in indonesiano Kabupaten Pandeglang) è una reggenza (kabupaten) dell'Indonesia situata nella provincia di Banten.